# Chutes Elakala
Les chutes Elakala sont une série de quatre chutes d'eau situées dans le canyon (en) de la rivière Blackwater dans le parc d'État de Blackwater Falls en Virginie-Occidentale aux États-Unis. 

## Galerie

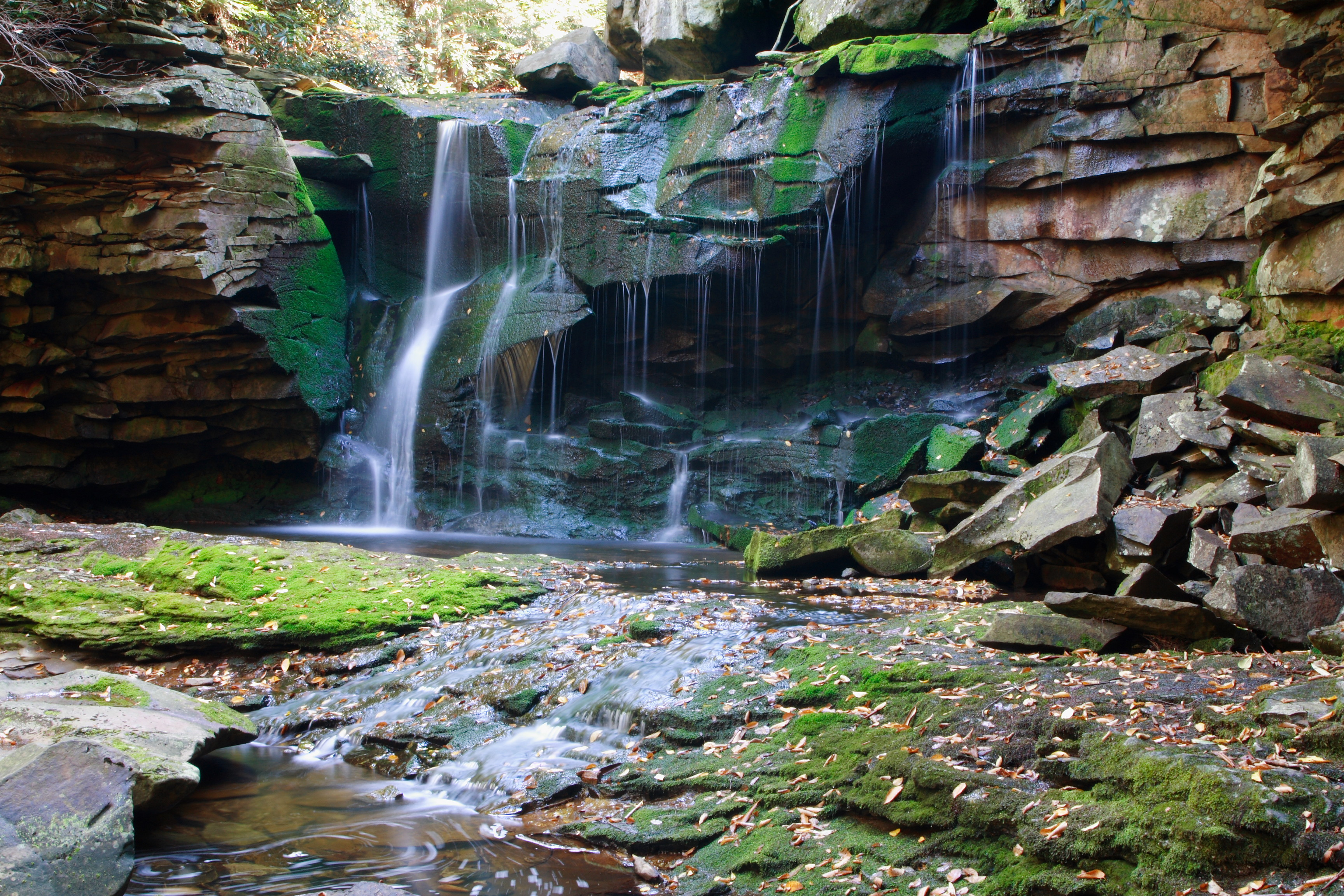
Chute n°1
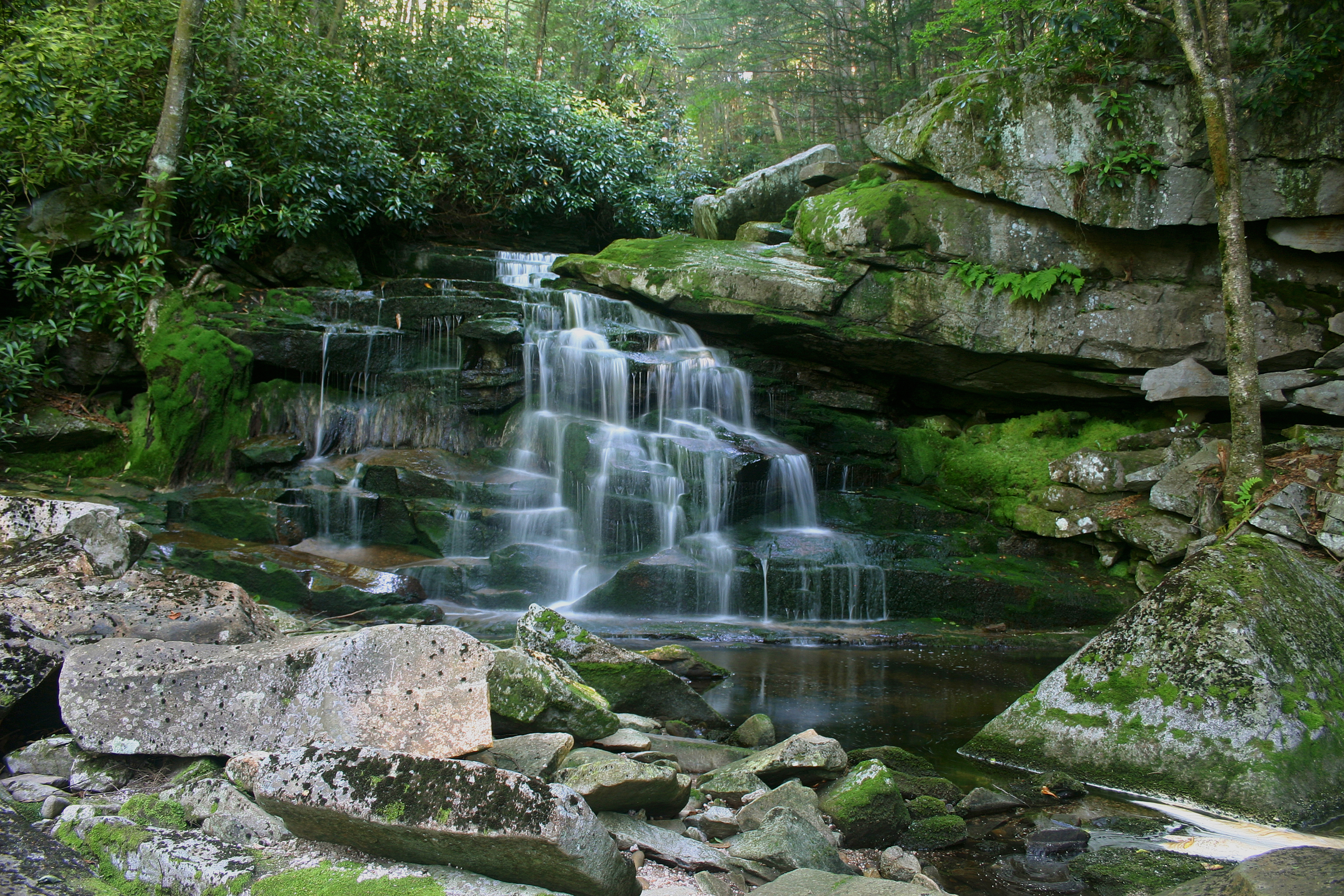
Chute n°2
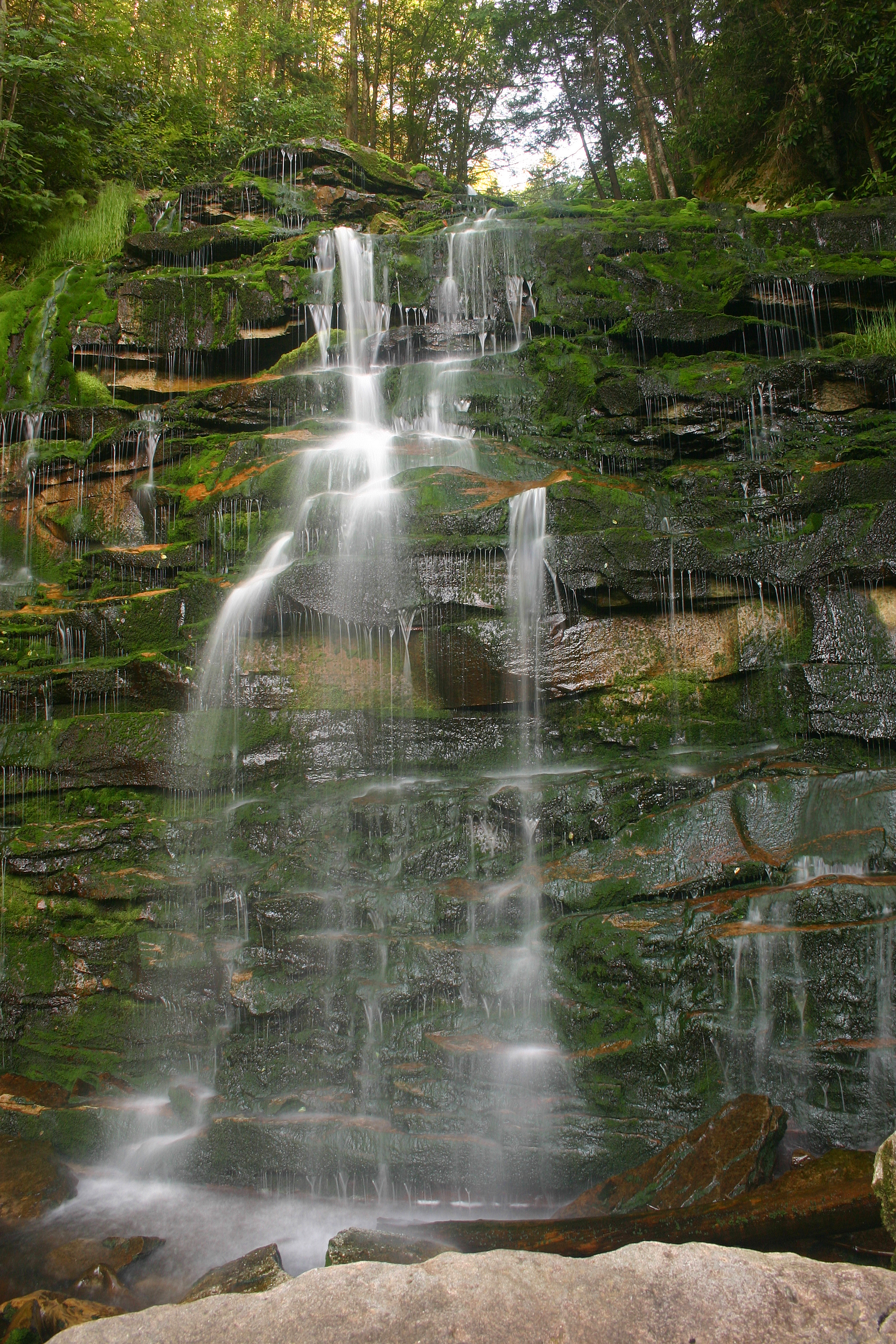
Chute n°3